# ごみ減量・リサイクル推進週間
ごみ減量・リサイクル推進週間（ごみげんりょう・リサイクルすいしんしゅうかん）とは、日本で廃棄物の減量化や再生利用を促進するための各種啓発活動を行う週間。期間は毎年5月30日～6月5日。これはごみゼロの日を初日とした一週間である。
1993年（平成5年）に厚生省（現在は環境省に移管）によりごみ減量化推進週間として制定・実施されていたが、1997年（平成9年）にごみ減量・リサイクル推進週間に改称された。
期間中は各種啓発活動が行われる他、各地で路上の清掃などの美化清掃活動が行われている。